# 没食子酸
没食子酸（英語：Gallic acid）亦称五倍子酸或棓酸，是一種有機酸，可見於五倍子、金縷梅、漆樹、橡樹皮、茶葉中。化學式C6H2(OH)3COOH。
没食子酸易溶于水、醇和醚；具有酚（易被氧化和三氯化铁水溶液生成蓝黑色沉淀）及羧酸（加热时失去二氧化碳成连苯三酚）的性质。
没食子酸可用作显影剂，它的碱性铋盐用作防腐剂，常用于製藥工業上。没食子酸是製造致幻劑麥司卡林(Mescaline)的原材料。脂肪酸酯没食子酸丙酯、没食子酸辛酯、没食子酸月桂酯是食品抗氧化剂。